# Órbita terrestre alta

Diagrama comparativo da órbita de vários satélites.

Uma órbita terrestre alta (HEO), do inglês High Earth orbit), é uma órbita geocêntrica com altitude superior aquela da
órbita geossíncrona (35.786 km).
Um exemplo de satélites colocados em Órbita Terrestre Alta, foram os da série Vela entre 1963 e 1965.